# Сипоо

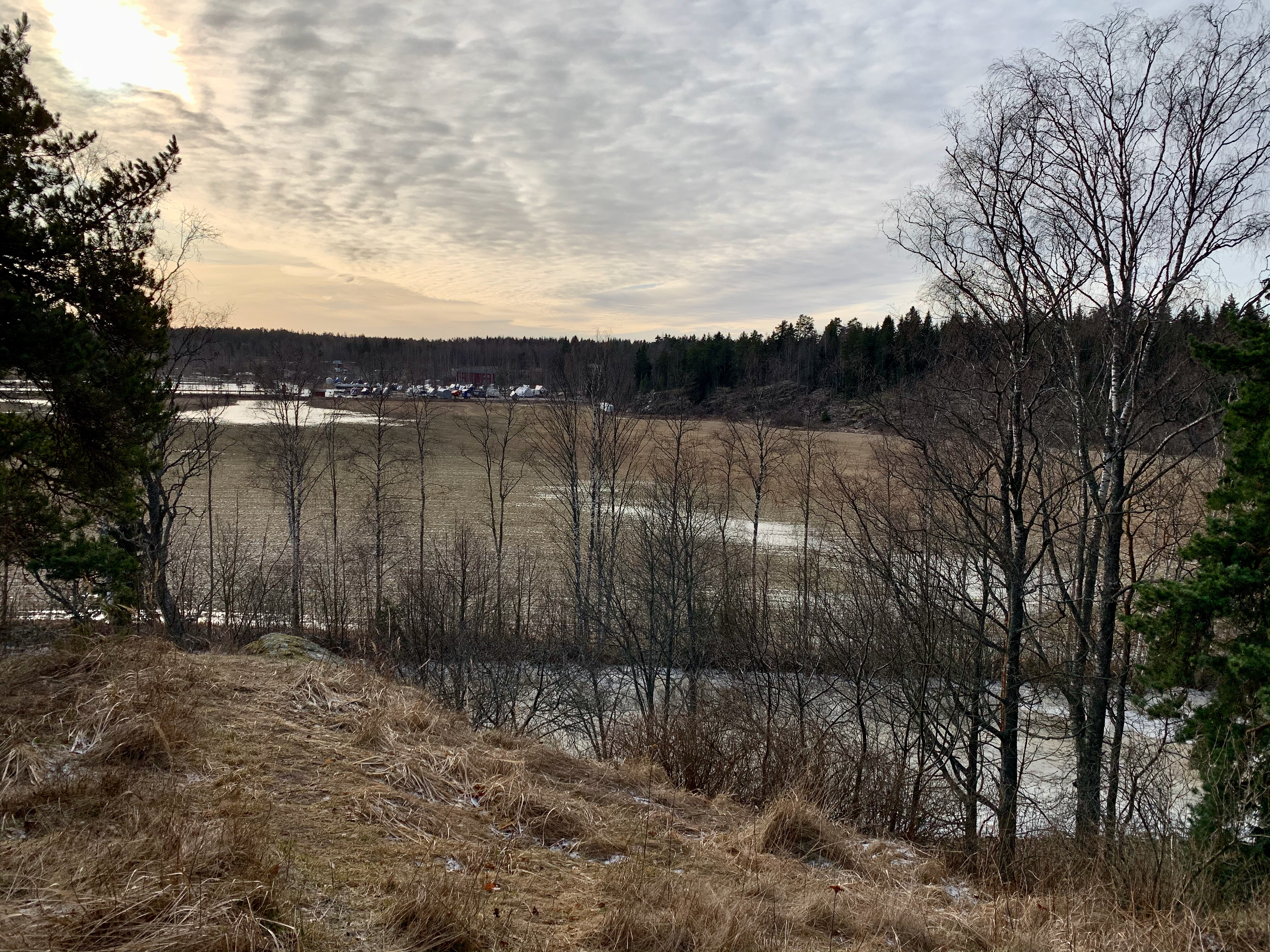
Сипоо линна

Си́поо (фин. Sipoo), или Сиббу (швед. Sibbo) — община в провинции Уусимаа, губерния Южная Финляндия, Финляндия. Общая площадь общины — 698,59 км², из которых 358,97 км² — вода.

## Демография
На 31 января 2011 года в общине Сипоо проживало 18 279 человек: 9102 мужчины и 9177 женщин.
Финский язык является родным для 60,34 % жителей, шведский — для 37,36 %. Прочие языки являются родными для 2,31 % жителей общины.
Возрастной состав населения:
- до 14 лет — 21,12 %
- от 15 до 64 лет — 64,29 %
- от 65 лет — 14,45 %

Изменение численности населения по годам:
| Год  | Численность |
| ---- | ----------- |
| 1990 | 11671       |
| 1995 | 15497       |
| 2000 | 17477       |
| 2005 | 18719       |
| 2010 | 18253       |
| 2015 | 19399       |
| 2020 | 21687       |